# Floribert de Lieja
Floribert de Lieja també anomenat Florbert (París o Metz, ca. 685 - Lieja, 746) fou bisbe de Lieja de 727 fins a 736 o 738. Floribert era el fill d'Hubert de Lieja i de Floribanna, filla del comte Lovaina de Lovaina; Floribanna va morir al part i Hubert va consagrar-se a la vida religiosa, renunciant al ducat d'Aquitània i les seves responsabilitats de pare en deixar el nen al seu germà Eudó perquè l'eduqués.
Amb el temps, Floribert va succeir el seu pare com a bisbe de Lieja, on va augmentar el nombre de canonges del capítol. El Papa Gregori III li va atorgar el dret de nomenar un prebost i un ardiaca.
Després de la seva mort va ser venerat com a sant per les esglésies catòlica i ortodoxa, i se'n celebra el dies natalis al 27 d'abril o, només a la diòcesi de Lieja, l'1 de novembre.